# Покрајина Керманшах
Керманшах је једна од покрајина Ирана. Налази се на западу земље, уз границу са Ираком, а главни град покрајине је Керманшах. У покрајини живи око 1.900.000 становника, претежно Курда (око 93%). 